# Port Said-stadion
Port Said-stadion (arabiska: ستاد بورسعيد), även Stad Būr Sa'īd, är en fotbolls- och multiarena i Port Said i Egypten. Arenan har 18 000 sittplatser och ägs av fotbollsklubben Al-Masry SC. Den invigdes 1955 och har bland annat varit värd för matcher vid Afrikanska mästerskapet i fotboll för herrar år 2006.

## Katastrofen 2012
Efter fotbollsmatchen den 1 februari mellan Al-Masry och Al-Ahly, som hemmalaget vann, stormade tusentals anhängare planen. Minst 73 personer dödades och flera tusen skadades.